# Akwakultura

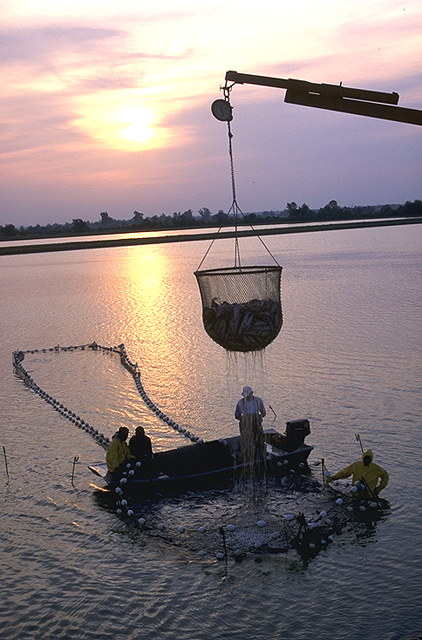
Połów ryb na farmie zlokalizowanej w delcie Missisipi

Akwakultura – forma gospodarki ludzkiej, mająca na celu zwiększenie pozyskiwania żywności (rzadziej innych produktów) ze środowiska wodnego; polega na hodowli wybranych rodzajów organizmów wodnych, głównie zwierzęcych, w naturalnych lub sztucznych zbiornikach wodnych – słodko- lub słonowodnych. Najprostszą i najpospolitszą odmianą akwakultury jest zapewnienie korzystnych warunków do bytowania licznym przedstawicielom danego gatunku użytkowego (ryb, mięczaków i in.) w mniej lub bardziej wydzielonej części akwenu. Bardziej intensywną formą jest hodowla w stawach, basenach lub wielkich, zanurzonych w wodzie pojemnikach (sadzach). W takich przypadkach stosuje się dokarmianie, zapewnia, o ile to konieczne, odpowiedni przepływ wody czy natlenianie, ochronę przed drapieżnikami i chorobami, a nawet podgrzewanie wody (np. próby hodowli ryb w basenach z wodą geotermalną) itp. W przypadku organizmów osiadłych (np. glony, ostrygi) zabiegi hodowlane polegają głównie na zwiększeniu powierzchni, na której mogłyby się osiedlać, przez układanie na dnie odpowiednich przedmiotów, np. zużytych opon samochodowych, zawieszanie sieci, sznurów, itp.
Za specyficzną formę akwakultury można uznać hodowlę perłopławów zapoczątkowaną w Japonii w celu uzyskania macicy perłowej i pereł. Mięczaki te są sztucznie pobudzane, przez wprowadzenie ciała obcego między ich muszlę a płaszcz, w celu zainicjowania wytwarzania perły.
W związku z niebezpieczeństwem przełowienia licznych populacji organizmów użytkowych, zwłaszcza morskich, akwakultura postrzegana jest jako alternatywa dla tradycyjnego rybołówstwa; przy odpowiednich zabiegach możliwe jest uzyskanie wydajności rzędu kilkuset ton z jednego hektara powierzchni wody. Tak intensywna hodowla może powodować zanieczyszczenie wód, zwłaszcza ich eutrofizację.